# وانگ شینیان
وانگ شینیان (انگلیسی: Wang Xinyan؛ زادهٔ ۲۶ آوریل ۱۹۹۱)  بازیکن واترپلو اهل چین است. وی در بازی‌های المپیک تابستانی ۲۰۱۶ و ۲۰۲۰ شرکت کرده‌است.